# Alves (Écosse)
Pour les articles homonymes, voir Alves (homonymie).
Alves (gaélique écossais : An Àbhais or An Àbhas) est un village de Moray en Écosse.

## Géographie
La route A96 traverse Alves d'est en ouest et relie le village aux villes voisines de Forres (à l'ouest) et d'Elgin (à l'est). Récemment, de nouvelles habitations ont été bâties au coin de la route menant au sud du village. Juste au bout de cette route se trouve Royal Alves, comprenant la gare ferroviaire désaffectée et quelques habitations. La gare démantelée (Qui ne présente maintenant qu'un fossé) est traversée par un petit pont en pierre. Ce village est nommé d'après l'usage de cette gare et de quelques bâtiments locaux par la famille royale britannique, vu que Alves est la station la plus proche de la Gordonstoun School et est proche d'autres possession royales de Moray. Les hameaux de Garrowslack et Hillside se situent plus au sud-est et sont constitués de fermes et maisons isolées.

## Églises
Alves contient deux églises. La Old North Church (aussi connue sous le nom Mary Kirk) fut construite en 1769 et l'on pense qu'elle occupe le même lieu que des églises précédentes que les archives datent du XIIIe siècle. Cette église devint désaffectée en 1932, bien qu'elle abrita des membres de la RAF en 1941 pendant qu'ils attendaient la construction de leurs quartiers dans la base voisine de RAF Kinloss. Le cimetière du village, ou kirkyard, est toujours localisé à cette église. Une récente enquête de la Moray Burial Ground Research Groupe a trouvé une tombe enfouie datant de 1571, une des plus anciennes trouvées par le groupe.
La nouvelle South Church a été construite en 1878 en tant qu'église libre et est encore utilisée de nos jours dans le presbytère de Moray. La cloche de la South Church est en fait l'ancienne cloche de la Old North Church, qui a été retirée lorsque celle-ci a été fermée.